# Yarlington
Yarlington is een civil parish in het bestuurlijke gebied South Somerset, in het Engelse graafschap Somerset met 123 inwoners.